# Edward Bulwer-Lytton
Sir Edward Bulwer-Lytton (Londen, 25 mei 1803 – Torquay, 18 januari 1873) was een Engels dichter, (toneel)schrijver, literatuurcriticus en politicus.

## Levensloop

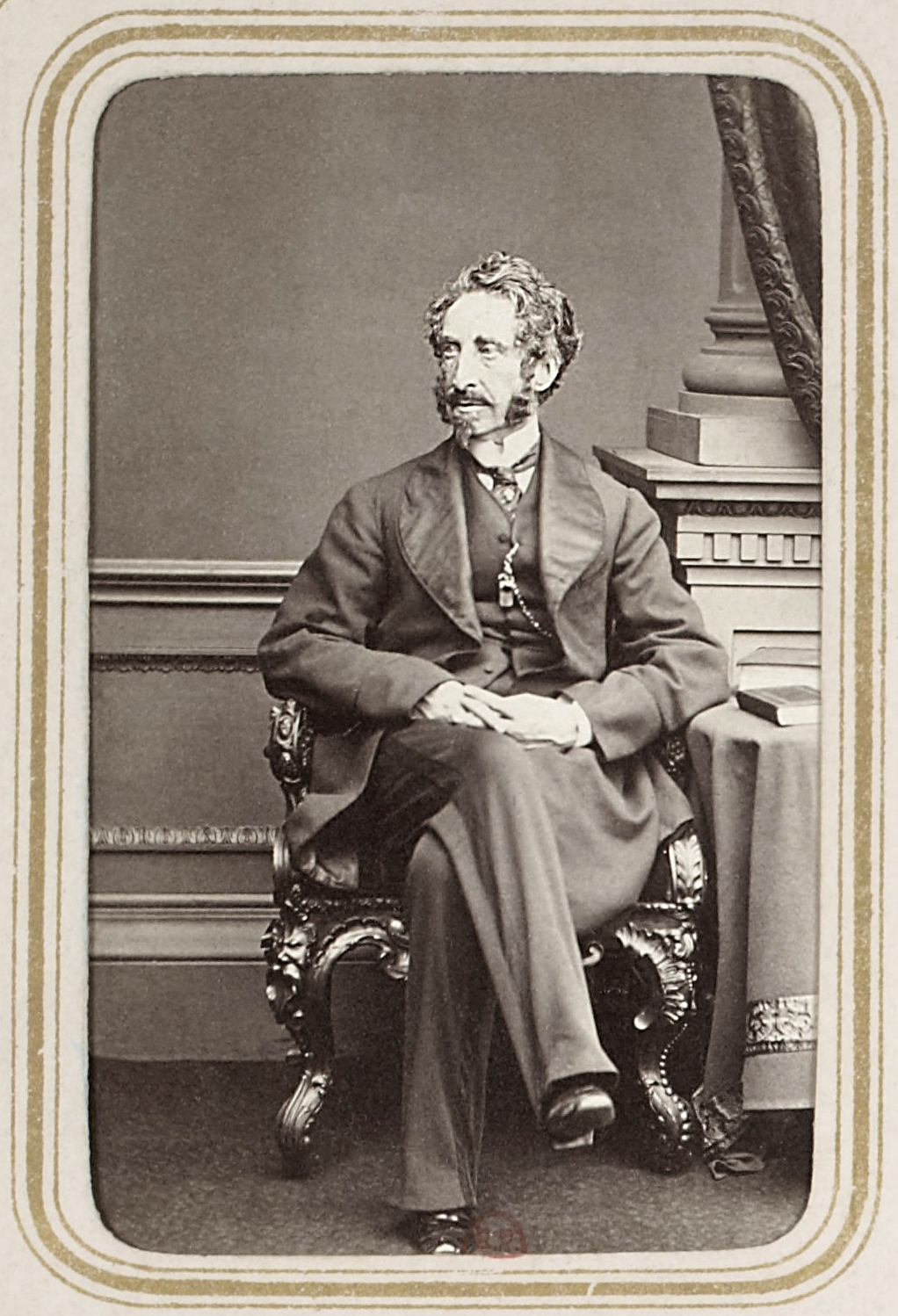

Bulwer-Lytton was de jongste zoon van William Earle Bulwer en Elizabeth Barbara Lytton. Op zeer jonge leeftijd verloor hij zijn vader. Hij volgde onderwijs in Fulham aan de Dr. Ruddockschool en in Rottingdean aan de Dr. Hookerschool. Als voorbereiding voor de Cambridge University studeerde hij Latijn, Grieks, geschiedenis en retoriek in Ealing.
In 1820 werd Ismael: An Oriental Tale gepubliceerd door de Londense firma J. Hatchard and Son. Hoewel de verkoop zeer mager was, kreeg hij toch erkenning voor dit werk waarin een ode aan Sir Walter Scott was opgenomen. In 1822 ging hij naar het Trinity College in Cambridge. Als lid van de Union Debating Society ontmoette hij onder andere Thomas Babington Macaulay, Alexander Cockburn, W.M. Praed, Charles Villiers, F.D. Maurice, Charles Buller, en Benjamin Hall Kennedy. Tijdens zijn jaren in Cambridge publiceerde hij Delmour; or, A Tale of a Sylphid, and Other Poems.

In juli 1825 kreeg hij de Chancellors medaille voor zijn gedicht Sculpture. In die periode publiceerde hij ook de roman Rupert de Lindsay en zijn dichtbundel Weeds and Wildflowers. In 1826 reisde Bulwer-Lytton naar Parijs en ontmoette er Markiezin de la Rochejacquele en haar twee dochters. Toen hij naar Londen terugkeerde, ontmoette hij Rosina Doyle Wheeler met wie hij op 30 augustus 1827 in het huwelijk trad in de St. Jameskerk in Londen. Dit huwelijk was tegen de zin van zijn moeder, die daarop zijn toelage stopzette.
Tussen 1827 en 1835 schreef Bulwer-Lytton romans, gedichten en toneelstukken. Hij schreef ook artikels en kritieken in de New Monthly Magazine, The Edinburgh Review, de Westminster Review, de Monthly Chronicle, de Examiner en de Literary Gazette.
Edward en Rosina bezochten Italië in 1833-1834. In 1836 werd de echtscheiding uitgesproken.
Bulwer-Lytton schreef en reisde veel en was ook een succesvol politicus. In 1831 werd hij verkozen als parlementslid. Hij was ook afgevaardigde van Saint-Ives en Lincoln. In 1841 verliet hij het parlement. Bulwer-Lytton was minister van Koloniën van 1858 tot 1859.
Bulwer-Lytton leefde alleen in Knebworth en bracht een groot deel van het jaar in het buitenland door, meestal op het Europese vasteland. Zijn gehoor ging snel achteruit, wat hem ertoe dwong zich meer en meer terug te trekken.
Begin januari 1873 kreeg hij verschrikkelijke pijnen. Hij klaagde over geluid in beide oren. Enkele dagen later was hij blind. In de nacht van 17 januari kreeg hij verscheidene epileptische aanvallen. Hij overleed de volgende dag in zijn slaap en werd op 25 januari 1873 begraven in de St. Edmunds Chapel in Westminster Abbey.
Bulwer-Lytton ontving verscheidene onderscheidingen en medailles: de titel van rector van de Glasgow University in 1856; de Order van St. Michael and St. George in 1856; hem werd zelfs de troon van Griekenland aangeboden, welke vacant was na de troonsafstand van koning Otto.
Hij was bevriend met Frederick Hockley en bestudeerde de werken van Jamblichus, Psellus en Cornelius Agrippa. Hij correspondeerde met vele occultisten uit zijn tijd en had ook contacten met Eliphas Levi. Zijn boeken Zanoni en The coming Race zijn mooie voorbeelden van esoterische symboliek. Bulwer-Lytton was lid van de Hermetic Order of the Golden Dawn en Imperator van de Societas Rosicruciana in Anglia. Dit laatste bleek later een misverstand. Verschillende verhalen deden de ronde over Bulwer-Lytton dat hij een Rozenkruiser zou zijn, waarop hij werd uitgenodigd om Imperator te worden. Maar zelf wist hij van niets.

## Werken
- Ismael: An Oriental Tale – 1820
- Falkland – 1827

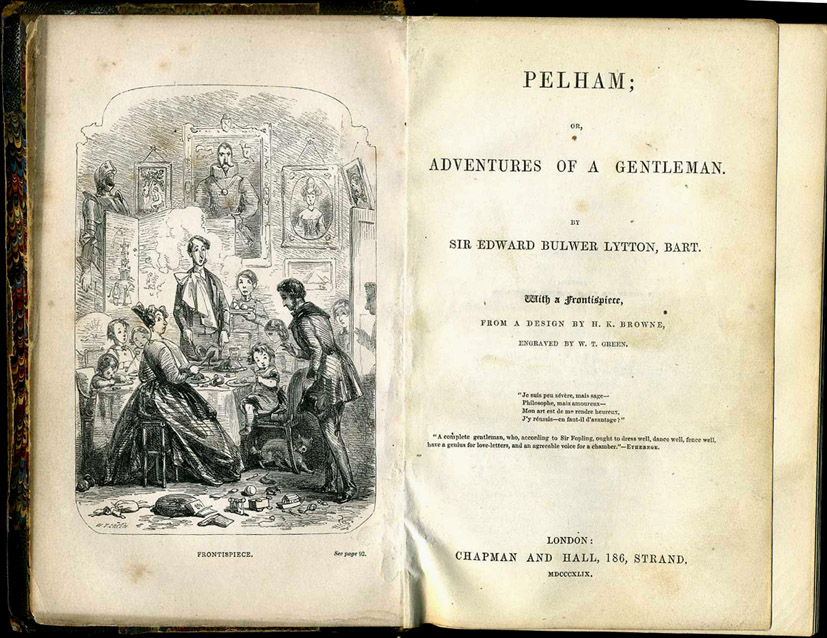
Frontispice en titelpagina van Pelham, uitgave van 1849

- Pelham; or, The Adventures of a Gentleman – 1828
- The disowned – 1829
- Devereux – 1829
- Paul Clifford – 1830
- The Siamese Twins – 1831
- Eugene Aram – 1832
- Godolphin – 1833
- History of England – 1833
- The Last Days of Pompeï – 1834[1]
- Rienzi; or, The Last of the Roman Tribunes – 1835
- Ernest Maltravers – 1837
- Athens, Its Rise and Fall – 1837
- Alice; or, The Mysteries – 1838
- Night and Morning – 1841
- Zanoni – 1842
- The last days of the barons – 1843
- Harold, the Last of the Saxon Kings – 1848
- King Arthur – 1848 (onvoltooid episch werk)
- English society in the Caxtons – 1849
- My Novel – 1853
- The Haunted and the Haunters – 1857
- What will he do with it? – 1858
- A Strange Story – 1862
- The coming race – 1871
- Kenelm Chillingly – 1873

### Toneelstukken
- The lady of Lyons – 1838
- Richelieu – 1838
- Money – 1840

## Trivia
- Zijn werk Ernest Maltravers was de eerste westerse roman die in het Japans zou worden vertaald.[bron?]
- De openingszin It was a dark and stormy night; the rain fell in torrents — except at occasional intervals, when it was checked by a violent gust of wind which swept up the streets (for it is in London that our scene lies), rattling along the housetops, and fiercely agitating the scanty flame of the lamps that struggled against the darkness. uit zijn roman Paul Clifford is klassiek geworden als voorbeeld van een saaie openingszin voor een roman.
- Snoopy gebruikt eveneens deze zin als aanhef aan zijn literair werk.[2]
- De uitdrukking De pen is machtiger dan het zwaard komt uit het werk van Bulwer-Lytton.

- Bibsys: 90107108
- Biblioteca Nacional de España: XX987329
- Bibliothèque nationale de France: cb11913705f (data)
- Catàleg d'autoritats de noms i títols de Catalunya: 981058519717206706
- CiNii: DA00474435
- Gemeinsame Normdatei: 11866493X
- International Standard Name Identifier: 0000 0001 2145 0076
- Library of Congress Control Number: n79032869
- Nationale Bibliotheek van Letland: 000049597
- MusicBrainz: e5883088-c7f7-4cb8-8fc0-3b20dc784a9a
- Bibliotheek van het Japanse parlement: 00448302
- Nationale Bibliotheek van Tsjechië: jn19992000110
- Nationale bibliotheek van Australië: 36575258
- Nationale Bibliotheek van Israël: 987007264871705171
- Nationale Bibliotheek van Polen: a0000001682882
- Nationale en Universitaire bibliotheek Zagreb: 000126987
- Nederlandse Thesaurus van Auteursnamen: 068753128
- Réseau des bibliothèques de Suisse occidentale: 02-A000107835
- Russische Staatsbibliotheek: 000029563
- Istituto Centrale per il Catalogo Unico: CFIV019445
- LIBRIS: 179660
- SNAC: w6028s02
- Système universitaire de documentation: 026999005
- Trove: 1300958
- Union List of Artist Names: 500292901
- Virtual International Authority File: 99871326
- WorldCat: E39PBJccd7QjQ6gXKDxRwggkDq